# حبق بوروندي
حبق بوروندي (الاسم العلمي:Ocimum urundense) هو نوع من النباتات يتبع جنس الحبق من الفصيلة الشفوية. سمي هذا النوع نسبةً إلى بوروندي.